# Grote appelbladroller
De grote appelbladroller (Archips podana) is een vlinder uit de familie van de bladrollers (Tortricidae). De vlinder heeft een spanwijdte tussen de 18 en 26 millimeter. Mannelijke vlinders hebben een kleurrijkere tekening op de vleugels en zijn donkerder bruin dan de vrouwtjes.
Veel verschillende fruitbomen worden als waardplant gebruikt. Voorbeelden zijn appel, peer, kers en pruim. De rupsen van deze vlinder kunnen dan ook grote schade veroorzaken bij fruittelers. Jonge vruchten worden diep aangevreten en bestrijding is vaak lastig.
Het verspreidingsgebied beslaat geheel Europa en Klein-Azië. Daarnaast komt de grote appelbladroller als exoot voor in Noord-Amerika.
De vliegtijd van de grote appelbladroller is van juni tot en met september. De vlinder vliegt in het noordelijk deel van het verspreidingsgebied in één generatie per jaar. In het zuidelijke deel kunnen bij goede condities twee generaties per jaar vliegen.